# بنة إسماعيل
بنة إسماعيل (بالفارسية: بنه‌اسماعیل) هي قرية تقع في قسم ليراوي الشمالي الريفي (مقاطعة ديلم) في إيران. يقدر عدد سكانها بـ 362 نسمة بحسب إحصاء 2016.